# Piarres Larzabal
 (juillet 2018).
Si vous disposez d'ouvrages ou d'articles de référence ou si vous connaissez des sites web de qualité traitant du thème abordé ici, merci de compléter l'article en donnant les références utiles à sa vérifiabilité et en les liant à la section « Notes et références ».
Piarres Larzabal Carrera, né le 5 mai 1915 à Ascain et mort le 12 janvier 1988 à Ciboure, est un prêtre, écrivain de pièces théâtrales et académicien basque français de langue basque. Grâce à lui, le public a pu rire et pleurer pendant des décennies, et encore de nos jours, il est l'auteur le plus joué. Il s'engage plus que jamais en tant qu'abertzale (patriote basque), et il est un des fondateurs du journal Enbata.

## Biographie
Piarres Larzabal est le fils d'Alexandre Larzabal d'Urrugne et de Maria Carrera de Bera. Il ne fait la connaissance de son père qu'à l'âge de 3 ans, ce dernier étant parti à la guerre de 1914-1918. Il suit des études au séminaire d'Ustaritz puis au grand séminaire de Bayonne afin de devenir prêtre. En 1933, Piarres Larzabal part à Paris pour effectuer son service militaire durant lequel il obtient un diplôme d'infirmier et intègre une troupe de théâtre. Il écrit sa première pièce « Irri eta nigar » (Rires et pleurs) en 1934, qu'il publie dans la revue Gure Herria. Mais la Seconde Guerre mondiale éclate, il est fait prisonnier par les Allemands. Il va dans plusieurs camps de concentration et tombe gravement malade, avant d'être guéri en Suisse. Revenu à Hasparren en 1942, il entre dans la Résistance française et finira avec le grade de «Commandant».
À ses débuts, Piarres Larzabal écrit des pièces récréatives telles que Kontrabandistak, Eiherazainaren astoa, Okilamendi Jaun Mera. En 1939, il est ordonné prêtre et devient alors troisième vicaire à Hasparren. Pour Piarres Larzabal, le théâtre basque doit devenir « adulte » et être capable d'évoquer tous les sujets, comme les problèmes de conscience (Etxahun, Berterretx, Bordaxuri) ou encore de société (Hiru ziren, Lana eri) et d'identité basque (Matalas, Ibañeta, Mugari tiro). En 1963, Piarres Larzabal devient membre de l'Académie de la langue basque, où il prend la place de Jean Élissalde et écrit les pièces de théâtre Paper mende, Sarako lorea, Urriki latza, Lana eri, Suedako neskatxa et Matalas. Il écrit aussi quelques pièces de forme pastorale dont Orreaga, Lartaun, Orria 778 et Aralar.
Comme de plus en plus de réfugiés politiques basques viennent au Pays basque nord, et afin de les aider, en 1969 il décide avec ses amis Telésforo Monzón et Ángel Arregi de créer l'association "Anai-Artea". En 1979, il tombe gravement malade et est contraint d'abandonner sa charge de curé. Il meurt 8 ans plus tard à Socoa.
À sa mort, l'académicien basque Piarres Charritton a collecté 42 de ses pièces et les a publiées aux Éditions Elkar.

### Théâtre
1. Antzerki laburrak, 1934-1966 ;.
2. Etxahun, 1951, Ed. Herria ;
3. Bordaxuri, 1952, Auspoa ;
4. Portu Txoko, 1954 ;
5. Mugari tiro, 1959 ;
6. Herriko botzak, 1962, Auspoa ;
7. Iru ziren, 1962, Auspoa ;
8. Ihauteriak (antzezlana ;|Ihauteriak, 1962, Egilea editore ;
9. Paper mende, 1962 ;
10. Sarako lorea, 1964 ;
11. Senperen gertatua, 1964, Auspoa ;
12. Orreaga. Pastorala gisarako ikusgarria, 1964, Goiztiri ;
13. Lana eri, 1965 ;
14. Suediako neskatxa, 1965 ;
15. Hilla esposatu, 1965, Auspoa ;
16. Ibañeta, 1968, Egilea editore ;
17. Lartaun. Pastorala antzeko antzerkia, 1969 ;
18. Roxali, Egilea editore , 1970;
19. Matalas, E.J. Antzerki, 1984.

### Autres
- Ipuin eta ixtorio, 1930-1964 ;
- Hitzaldi eta mintzaldi, 1955-1988.

## Voir aussi

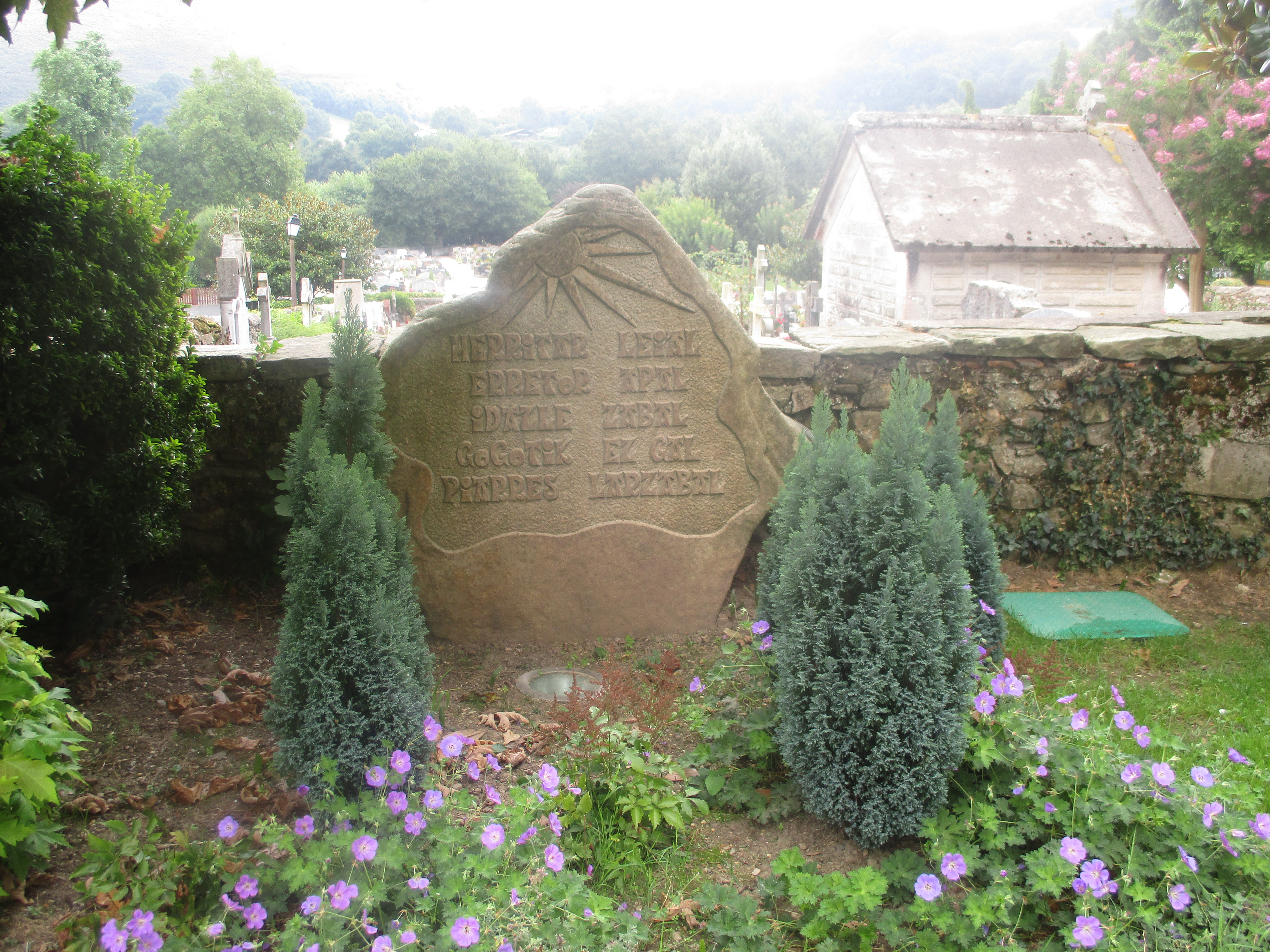
stèle en hommage à Piarres Larzabal à Ascain.